# 岸田隆宏
岸田 隆宏（きしだ たかひろ）は、日本の男性アニメーター、キャラクターデザイナー。国際アニメーション研究所卒業。

## 人物
多くの作品でキャラクターデザインを手掛けている。
作画監督を担当することも多いが、基本的に絵の統一事はあまりせず、「魂入れ」と称して線を上からなぞるだけという場合もあるという。これはアニメーターの個性は活かすべきという職人気質の考えから来ており、実質総作画監督を務めながらそれがクレジットされていないこともしばしばである。

## 参加作品

### テレビアニメ
1990年
- ふしぎの海のナディア（1990年 - 1991年） - 原画（5話、21話）
- NG騎士ラムネ&40（1990年 - 1991年） - 原画（2話、20話）

1994年
- ヤマトタケル - キャラクターデザイン、原画（36話）
- BLUE SEED - 原画（1話、2話、15話、26話）

1995年
- 天地無用! - ED作画
- 神秘の世界エルハザード（1995年 - 1996年） - ED作画

1996年
- イーハトーブ幻想〜KENjIの春- キャラクターデザイン、作画監督
- 魔法少女プリティサミー（1996年 - 1997年） - ED作画

1996年
- 名探偵コナン（1996年 - ） - 原画（16話、44話）

1997年
- HARELUYA II BØY - キャラクターデザイン
- マスターモスキートン'99（1997年 - 1998年） - キャラクター原案
- EAT-MAN - 原画（12話）
- VIRUS ‐VIRUS BUSTER SERGE‐ - 原画（7話）

1998年
- serial experiments lain - キャラクターデザイン、画面設計（1話、6話、7話、10話）、作画監督（12話）、原画（8話、11話、12話、13話）
- TRIGUN - 原画（6話）
- アンドロイド・アナ MAICO 2010 - OP原画

1999年
- COLORFUL - キャラクターデザイン、作画監督（1話、2話、3話、4話、12話、13話、14話、16話）、原画（1話、2話、3話、4話、7話、13話）
- D4プリンセス - 原画（19話）

2001年
- シスター・プリンセス - ED作画
- 地球防衛家族 - 原画（2話）
- 地球少女アルジュナ - キャラクターデザイン、レイアウト（1話、2話、6話、9話）、作画監督補（4話、9話、11話）、原画（1話、3話、4話、9話、11話、13話）
- しあわせソウのオコジョさん（2001年 - 2002年） - キャラクターデザイン、ED作画、メカ作監（48話）、原画（1話、8話、13話、18話、36話、48話、51話）

2002年
- 灰羽連盟 - 原画（13話）
- 七人のナナ - アイキャッチ
- あずまんが大王 - 原画（4話）
- ヒートガイジェイ（2002年 - 2003年） - 原画（4話、9話、24話）

2003年
- ダイバージェンス・イヴ - 原画（1話）
- ワンダーベビルくん（2003年 - 2004年） - キャラクターデザイン、作画監督（12話）

2004年
- 恋風 - キャラクターデザイン、ED作画
- 学園アリス（2004年 - 2005年） - ED作画
- 攻殻機動隊 S.A.C. 2nd GIG（2004年 - 2005年） - 原画（20話）

2005年
- 創聖のアクエリオン - 原画（1話）
- ノエイン もうひとりの君へ（2005年 - 2006年） - キャラクターデザイン、OP作画、原画（1話、3話、5話、6話、7話、11話、12話、19話、20話、23話、24話）、作画（16話）

2007年
- THE SKULLMAN - 原画（3話）
- BACCANO! -バッカーノ!- - キャラクターデザイン

2008年
- しゅごキャラ! - ED作画（2期、3期、4期）
- 鉄腕バーディー DECODE - 原画（3話、12話）
- マクロスF - OP作画、原画（13話、20話、22話、25話）
- 夏目友人帳 - ED作画
- キャシャーン Sins - 原画（11話）

2009年
- 続 夏目友人帳 - ED作画、原画（1話、10話）
- 鉄腕バーディー DECODE:02 - 原画（3話）
- WHITE ALBUM - 原画（7話）
- チェブラーシカ あれれ? - アニメーションキャラクターデザイン

2010年
- デュラララ!! - キャラクターデザイン
- B型H系 - 原画（1話）

2011年
- 魔法少女まどか☆マギカ - キャラクターデザイン、作画監督協力（1話）、原画（10話）
- IS 〈インフィニット・ストラトス〉 - 原画（2話）
- 夏目友人帳 参 - ED作画、原画（1話）

2012年
- 夏目友人帳 肆 - ED作画
- 武装神姫 - キャラクターデザイン ※江畑諒真と共同
- BTOOOM! - キャラクターデザイン
- K - プロップデザイナー、小物・衣装設定、美術設定、OP原画、原画（13話）

2013年
- ワルキューレ ロマンツェ - 馬設定

2014年
- ハイキュー!! - キャラクターデザイン

2015年
- デュラララ!!×2 承 - キャラクターデザイン
- デュラララ!!×2 転 - キャラクターデザイン
- ハイキュー!! セカンドシーズン - キャラクターデザイン

2016年
- デュラララ!!×2 結 - キャラクターデザイン
- ハイキュー!! 烏野高校 VS 白鳥沢学園高校 - キャラクターデザイン

2017年
- ハンドシェイカー - プロップデザイン
- ボールルームへようこそ - キャラクターデザイン
- ナイツ&マジック - コンセプトデザイン

2018年
- ミイラの飼い方 - キャラクターデザイン
- 転生したらスライムだった件 - モンスターデザイン
- 風が強く吹いている - プロップデザイン
- ジョジョの奇妙な冒険 黄金の風（-2019年） - キャラクターデザイン

2020年
- ハイキュー!! TO THE TOP - キャラクターデザイン
- グレイプニル - キャラクターデザイン

2021年
- かげきしょうじょ!! - キャラクターデザイン

2022年
- オリエント - キャラクターデザイン
- 東京24区 - キャラクターデザイン
- 咲う アルスノトリア すんっ! - キャラクターデザイン

2024年
- 30歳まで童貞だと魔法使いになれるらしい - キャラクターデザイン

2025年
- もめんたりー・リリィ - コンセプトデザイナー

### 劇場アニメ
1989年
- 機動警察パトレイバー the Movie - 原画

1993年
- 機動警察パトレイバー 2 the Movie - 原画

1994年
- 餓狼伝説 -THE MOTION PICTURE- - 原画
- グスコーブドリの伝記 - 原画

1996年
- 賢治のトランク 「双子の星」 - 作画（一人原画）
- 天地無用! in LOVE - 作画監督、原画

1998年
- 機動戦艦ナデシコ -The prince of darkness- - 原画
- ウルトラニャン2 ハッピー大作戦 - 原画

2000年
- ああっ女神さまっ - 原画

2006年
- 劇場版 NARUTO -ナルト- 大興奮! みかづき島のアニマル騒動だってばよ - 原画

2010年
- 宇宙ショーへようこそ - 原画

2011年
- マルドゥック・スクランブル 燃焼 - 原画

2012年
- 劇場版 魔法少女まどか☆マギカ [前編] 始まりの物語 - キャラクターデザイン
- 劇場版 魔法少女まどか☆マギカ [後編] 永遠の物語 - キャラクターデザイン

2013年
- 劇場版 魔法少女まどか☆マギカ [新編] 叛逆の物語 - キャラクターデザイン

2014年
- 劇場版 K MISSING KINGS - プロップデザイナー

2022年
- 運命戦線リデルライト（実写映画『ハケンアニメ!』劇中内作品） - キャラクター原案

2024年
- 劇場版ハイキュー!! ゴミ捨て場の決戦 - キャラクターデザイン

### OVA
1987年
- バブルガムクライシス（-1991年） - 作画監督（8話）、原画（6話、8話）

1988年
- トップをねらえ! - 原画（2話、3話、5話、6話）
- アップルシード - メカニック作画監督

1990年
- 毎日が日曜日 - 原画（1話）

1991年
- 孔雀王3 櫻花豊穣 - キャラクターデザイン、総作画監督
- 帝都物語 - 作画監督（3話）、原画（1話）
- NG騎士ラムネ&40 EX ビクビクトライアングル愛の嵐大作戦 - 原画（3話）

1992年
- ジェネシスサバイバーガイアース（-1993年） - Special Thanks（1話）
- ジャイアントロボ THE ANIMATION -地球が静止する日（-1998年） - 原画（1話）

1993年
- THE八犬伝〜新章〜 - 原画（6話）
- ドラゴンハーフ - 作画監督
- ジョジョの奇妙な冒険（-1994年） - 作画監督（3話）
- ザ・コクピット（-1994年） - 原画（3話）

1994年
- マクロスプラス（-1995年） - 作画監督補佐（1話）
- KEY THE METAL IDOL（-1997年） - 原画（6話、9話、15話）

1995年
- ヤマトタケル 〜After War〜 - キャラクターデザイン、メカデザイン、作画監督
- SMガールズ　セイバーマリオネットR - メカニックデザイン、レイアウト
- 精霊使い - 原画

1996年
- 特務戦隊シャインズマン - OP原画
- Ninja者 - 設定、デザインワークス、作画監督（2話）、原画（1話）

1997年
- 神秘の世界エルハザード2 - ED作画
- マスターモスキートン - キャラクターデザイン、デザインワークス
- フォトン（-1999年） - 原画（1話、4話）

1998年
- 青の6号（-2000年） - 原画（4話）

2001年
- キャンパス - 原画（後編）

2002年
- マクロス ゼロ（-2004年） - 原画（3話）

2014年
- Hybrid Child（-2015年）- キャラクターデザイン

2020年
- ハイキュー!! 陸 VS 空 - キャラクターデザイン

### Webアニメ
2023年
- 転生したらスライムだった件 コリウスの夢 - モンスターデザイン

### ゲーム
1999年
- ワイルドアームズ セカンドイグニッション - OP原画

2000年
- スキャンダル - キャラ原案・原画

### その他
- 2011年度 盲導犬普及支援オリジナルポスター（佐倉杏子とメロゥ）[14][15]
- ARASHI LIVEtour2015 Japonism - OPアニメーションのキャラクターデザイン